# Варваровка (Молдова)
Варваровка, Вэрвэреука (рум. Vărvăreuca) — село в Флорештском районе Молдавии. Является административным центром коммуны Варваровка, включающей также село Стырчены.

## География
Село расположено на реке Реут на высоте 112 метров над уровнем моря.

## Население
По данным переписи населения 2004 года, в селе Вэрвэреука проживает 3036 человек (1519 мужчин, 1517 женщин).
Этнический состав села:
| Национальность | Число жителей | Процентный состав |
| -------------- | ------------- | ----------------- |
| молдаване      | 2916          | 96,05             |
| украинцы       | 48            | 1,58              |
| русские        | 32            | 1,05              |
| румыны         | 26            | 0,86              |
| гагаузы        | 6             | 0,2               |
| болгары        | 2             | 0,07              |
| прочие         | 6             | 0,2               |
| Всего          | 3036          | 100 %             |